# Taste in Men
Taste in Men este cel de-al doisprezecelea single al trupei de rock alternativ Placebo, lansat pe 17 iulie 2000, și primul single de pe cel de-al treilea album al trupei, Black Market Music. A atins locul 16 în Marea Britanie, și locul 54 în Franța. Varianta „radio edit” a piesei, căreia i s-a făcut de altfel videoclip, este cu treisprezece secunde mai scurtă decât cea de pe album. Începutul cântecului este foarte asemănător cu melodia celor de la Pink Floyd, „Let There Be More Light”, iar pe refren se poate auzi vocea cântăreței Severe Loren, de la Linoleum.
Pe al doilea CD al single-ului se poate asculta „Johnny and Mary”, un cover după Robert Palmer.

## Lista melodiilor
CD1
1. „Taste in Men” (Radio edit) – 4:02
2. „Theme from Funky Reverend” – 2:54
3. „Taste in Men” (Alpinestars Kamikaze Skimix) – 4:36

CD2
1. „Taste in Men” (Album version) – 4:15
2. „Johnny and Mary” – 3:24
3. „Taste in Men” (Adrian Sherwood Go Go dub mix) – 4:19

## Despre text
În ciuda faptului că unii oameni socotesc că melodia ar putea avea și alte conotații (change your taste in men înțeles drept schimbă-ți preferințele sexuale), Brian Molko descrie cântecul drept fiind „un cântec foarte universal. E pur și simplu 'M-ai părăsit, întoarce-te.' Și asta e tot. Nu contează cine ești. Asta ni s-a întâmplat tuturor.”. „E ca și cum persoana din cântec se privește în oglindă și se întreabă 'De ce? Ce este în neregulă cu mine? De ce m-a părăsit? Aș face orice să îl aduc (să o aduc) înapoi' (...) Versurile sunt destul de simple și de repetitive. Și e interesant să scriu un cântec care să fie aplicabil tuturor, indiferent de sexualitate, având în vedere că sunt o persoană bisexuală.”

## Despre videoclip

Coperta „Taste in Men CD 2”

În regia Barbarei McDonogh, videoclipul îl prezintă pe Brian Molko implicat într-un bizar triunghi amoros împreună cu un cuplu care pare a trece prin momente grele. Cadrele alternează, prezentându-l pe solist când cu femeia, când cu bărbatul. Se insistă de asemenea și pe imaginea unei ghicitoare în cărți de tarot, care alege din pachetul de cărți the lovers (iubiții) și the fool (nebunul), și pe imaginea, repetată obsesiv, a unui pahar ce se sparge. La sfârșit, Molko este trezit din somn de către colegii de trupă, și privitorul rămâne cu nedumerirea dacă tot ce s-a întâmplat a fost un vis sau a fost realitate.
Referitor la acest videoclip, Molko își amintește, pe DVD-ul Once More With Feeling, că a reprezentat o premieră, în sensul că a fost pentru prima oară când trupa a avut control efectiv asupra casting-ului. Cât despre cei doi actori care joacă în videoclip, Molko a ținut să adauge că relațiile sale cu ei au fost „strict profesionale”.

## Poziții în topuri
- 16 (Marea Britanie)
- 54 (Franța)